# مارك أولسون
مارك أولسون (بالإنجليزية: Mark Olson)‏ هو مغن مؤلف وعازف قيثارة وموسيقي أمريكي، ولد في 18 سبتمبر 1961 في منيابولس في الولايات المتحدة.

## وصلات خارجية
- الموقع الرسمي
- مارك أولسون على موقع IMDb (الإنجليزية)
- مارك أولسون على موقع ميوزك برينز (الإنجليزية)
- مارك أولسون على موقع أول ميوزيك (الإنجليزية)
- مارك أولسون على موقع ديسكوغز (الإنجليزية)